# Luis Javier Benavides
Luis Javier Benavides Orgaz est un avocat espagnol, né le 9 janvier 1951 à Villacarrillo et mort le 24 janvier 1977 à Madrid.
Il fait partie des victimes du massacre d'Atocha de 1977.